# Coleman (Florida)
Coleman è una città degli Stati Uniti d'America, situata in Florida, nella Contea di Sumter.